# Грас Вали (Невада)
Грас Вали (енгл. Grass Valley) насељено је место без административног статуса у америчкој савезној држави Невада.

## Демографија
По попису из 2010. године број становника је 1.161.
| Група             | 2000.    | 2010.       |
| Белци             | 0 (0,0%) | 886 (76,3%) |
| Афроамериканци    | 0 (0,0%) | 7 (0,6%)    |
| Азијати           | 0 (0,0%) | 12 (1,0%)   |
| Хиспаноамериканци | 0 (0,0%) | 225 (19,4%) |
| Укупно            | 0        | 1.161       |